# Sulzaubach
Il fiume Sulzaubach è un corso d'acqua di 4,9 km del Tirolo, in Austria. Alimentato dal ghiacciaio Sulzenauferner, esso  origina la cascata di Grawa per poi sfociare nel torrente Ruetz. È situato all'interno dell'area protetta Serles-Habicht-Zuckerhütl.

## Corso
Il fiume Sulzaubach nasce dal ghiacciaio Sulzenauferner, ad un'altitudine di 2 485 m. s.l.m., per poi scorrere in direzione nord-est. In prossimità della malga Sulzenauhütte raccoglie le acque del torrente Freigerbach, che fuoriesce dal lago Grünausee, per poi scorrere nella valle Sulzenau, a cui dà il nome. Il fiume origina la cascata di Grawa, alta 180 m e monumento naturale dal 1979, per poi sfociare nel Ruetz nei pressi della malga Grawa Alm.